# 1982-es magyar asztalitenisz-bajnokság
Az 1982-es magyar asztalitenisz-bajnokság a hatvanötödik magyar bajnokság volt. A bajnokságot március 3. és 4. között rendezték meg Budapesten, a Budapest Sportcsarnokban.

## Eredmények
| Versenyszám  | Arany                                                               | Arany | Ezüst                                                                | Ezüst | Bronz                                                                                               | Bronz |
| ------------ | ------------------------------------------------------------------- | ----- | -------------------------------------------------------------------- | ----- | --------------------------------------------------------------------------------------------------- | ----- |
| Férfi egyéni | Klampár Tibor Bp. Spartacus                                         |       | Gergely Gábor BVSC                                                   |       | Nozicska József BVSCMolnár János Bp. Spartacus                                                      |       |
| Női egyéni   | Oláh Zsuzsa Statisztika Petőfi SC                                   |       | Urbán Edit BSE                                                       |       | Szabó Gabriella Statisztika Petőfi SCKisházi Beatrix Statisztika Petőfi SC                          |       |
| Férfi páros  | Jónyer István, Gergely Gábor Bp. Spartacus, BVSC                    |       | Klampár Tibor, Kriston Zsolt Bp. Spartacus, Honvéd Kilián KFSE       |       | Asztalos István, Horváth Zoltán Ganz-MÁVAG VSENozicska József, Frank Béla BVSC                      |       |
| Női páros    | Balogh Ilona, Bolvári Ildikó Tolnai Vörös Lobogó                    |       | Magos Judit, Szabó Gabriella Statisztika Petőfi SC                   |       | Kisházi Beatrix, Lukács Irén Statisztika Petőfi SC, Bp. SpartacusGárdos Péterné , Tihanyi Márta BSE |       |
| Vegyes páros | Jónyer István, Szabó Gabriella Bp. Spartacus, Statisztika Petőfi SC |       | Kriston Zsolt, Oláh Zsuzsa Honvéd Kilián KFSE, Statisztika Petőfi SC |       | Gergely Gábor, Urbán Edit BVSC, BSEMolnár János, Balogh Ilona Bp. Spartacus, Tolnai Vörös Lobogó    |       |